# Usui Hitoshi
Hitoshi Usui (sinh ngày 5 tháng 11 năm 1988) là một cầu thủ bóng đá người Nhật Bản.

## Sự nghiệp câu lạc bộ
Hitoshi Usui đã từng chơi cho Fagiano Okayama.